# 轩辕国
軒轅國是上古傳說中的一個國度，《山海經》中有兩個篇章都描述了這個國家，《博物志》亦提及这个国家，分別是《海外西經》和《大荒西經》，两章大致描述了西部許多國家的地理方位和中華文明起源，因此軒轅國大致位於西方的位置。五服是古代一種地域劃分方法，海外與大荒指要服與服荒，位於遠近劃分中最遠的兩個層次。

## 位置
軒轅國處在窮山南邊，軒轅國的人以居住在江河山嶺的南邊當作吉利，國中之人即便不長壽也能活到八百歲。軒轅國位於女子國的北面。國人長著人面蛇身，尾巴纏繞於頭頂之上。軒轅國的北面就是軒轅丘，這裡的人不敢朝著西方射箭，這是因為它們敬畏軒轅丘。丘呈方形，有四條蛇相互纏繞，軒轅丘也叫軒轅之台。玉山是西王母居住的地方，亦稱瑤池金母，住在崑崙山的瑤池中。再往西四百八十里就有一座山丘，名叫軒轅丘，這裡不長草木。洵水發源於此，向南流入黑水，水中有很多丹砂，還有許多石青和雄黃。有個名叫諸夭之野的地方，鸞鳥自由的歌唱，鳳凰自在的起舞。諸夭之野在軒轅丘的北面，與軒轅國隔山相鄰。

## 样貌

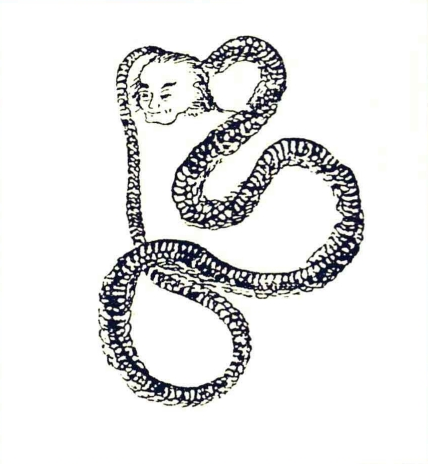
蛇身人面

《山海經·北山經》的描述中，總計《山海經·北山一經》中的山，從首座山單狐山起到隄山止，總共二十五座山，距離為五千四百九十里。這些山的山神都是人面蛇身。總計《山海經·北山二經》中的山，自第一座管涔山起到敦題山止，總共十七座山，距離為五千六百九十里。這些山的山神也都是蛇身人面。
在西北海的外面，赤水的北岸，有一座章尾山。山中有一位神，他長著人一樣的臉，蛇一樣的身子，全身的都是紅色的，眼睛豎著長，他把眼睛閉上，天下就會變成黑夜；睜開眼睛，天下就會變成白晝。他不吃飯、不睡覺、不呼吸，能吞食風雨。他能把幽渺之地照亮，他就是燭龍。燭龍是人臉蛇身的怪物，赤身通紅，住在北方極寒之地。軒轅國的人即長着蛇身人面的樣子。
《山海經·海內經》中記載，有一種人名叫苗民。有一位神，長著人一樣的頭，蛇一樣的身子，身長如車轅，左右各長著一個腦袋，名叫延維，哪個國君若是能得到他並祭祀他，就能稱霸天下。在西北海的外面，黑水的北面，有一種人身上長著翅膀，叫做苗民。與軒轅國的人面蛇身不同，延維雖然是蛇身人面的樣子，但是他有左右兩個腦袋，與燭龍的樣貌長相不相同。

## 派生
《山海經》中記述了多個位於西部，派生於軒轅黃帝的支流地方。

### 西周國
《大荒西經》中有一個西周國，這個國家的人姓姬，以穀物為食。國中有人在耕田，這個人叫叔均。帝俊生了后稷，后稷把各種穀物的種子從天上帶到了人間。后稷的弟弟名叫台璽，他生下了叔均。叔均代替他的父親和后稷播種各種穀物，這才有了耕作。有一個人名叫赤國妻氏。還有一座雙山。叔均是后稷的侄子，他也喜歡農業耕種，並繼承了后稷的農業成果，並且開始使用牛代替人力耕作，是農業生產向前邁進一大步。

### 北狄國
《大荒西經》中有一個國家叫北狄國。黃帝的孫子名叫始均，始均生了北狄。狄是中國古代對北部少數民族的統稱。

### 三身國
《海外西經》中有一個國家叫三身國。大樂之野位於西南角的地方，在大運山的北面。三身國在夏后啟的北面，也就是大樂之野的北面，國人均長著一個腦袋、三個身子。帝俊生了三身，三身生義均，義均是最早的巧匠，他為下界之民發明了各種巧妙的工藝和技術。

### 天穆野
西南海之外、赤水的南邊、流沙的西邊、有一個人，他以兩條青蛇做耳飾，騎著兩條龍出行，這個人叫夏后啟。夏后啟三次上天庭做客，他把天上的樂曲《九辯》和《九歌》帶到人間。在這高達二千仞的天穆野之上，啟才得以開始歌唱樂曲《九招》。

### 犬戎國
《大荒北經》中有一個融父山，是位於荒遠地方之中的一座山，這裡是順水流入的地方。有人名叫犬戎。黃帝生了苗龍，苗龍生了融吾，融吾生了弄明，弄明生了白犬，白犬以雌雄同體，生下了犬戎族人，他們以肉為食。姬姓犬戎是西戎在中國的別種。戎族中的人，長著人一樣的腦袋，腦袋上著三隻角。《海內北經》中有一個犬封國也稱犬戎國，這個國家的人與狗的樣貌相似。犬戎國在大行戈所居之地的東邊，貳負的屍體也在這個方位。貳負是神名，人面蛇身。這裡有一種帶有斑紋的馬，全身呈白色，有紅色的鬃毛，眼睛像黃金似的閃閃發光，這種馬名叫吉量，騎過吉量的就能壽達千歲。